# Max Joseph
Max Joseph (né H. Maxwell), né le 16 janvier 1982 à New York aux États-Unis, est un réalisateur et producteur et un cinéaste américain. Il présentai l'émission de télévision américaine Catfish : fausse identité diffusée sur MTV. Joseph a réalisé plusieurs films dont We Are Your Friends.

## Biographie
Max Joseph est né le 16 janvier 1982 à New York,.
Il a dirigé le film We Are Your Friends.

## Filmographie

### Films dirigés
- We Are Your Friends
- Let's Harvest the Organs of Death Row Inmates
- 12 Years of DFA Too Old to Be Classic
- Follow the Frug

### Télévision
- Catfish : fausse identité

## Prix et nomination
| Prix              | Année | Category                    | Work                 | Result     | Ref. |
| ----------------- | ----- | --------------------------- | -------------------- | ---------- | ---- |
| Teen Choice Award | 2014  | Choice TV Personality: Male | Catfish: The TV Show | Nomination |      |